# Agrupamento para a Democracia e a Liberdade
Agrupamento para a Democracia e a Liberdade (em francês:  Rassemblement pour la Démocratie et la Liberté abreviado como RDL) é um grupo rebelde chadiano que foi formado em agosto de 2005 por ex-membros das Forças Armadas do Chade que desertaram e uniram-se sob o seu fundador e líder Mohammed Nour Abdelkerim. Seu objetivo principal é derrubar o governo do presidente chadiano Idriss Déby e depois realizar eleições após um período interino de dois anos. O grupo, formado pelo grupo étnico tama, tem bases no leste do Chade e na região de Darfur, no Sudão. Em 18 de dezembro de 2005, o RDL atacou as tropas chadianas estacionadas na cidade de Adré, causando uma crise nas relações entre o Chade e o Sudão.